# Јовановце
Јовановце је насеље у Србији у општини Црна Трава у Јабланичком округу. Према попису из 2022. било је 22 становника.
Ово село налази се на источним падинама планине Чемерник.
Њега чине cледeћe махале:
- Вељковци (14к),
- Вучковци и Лазарићевци (9к),
- Степановци (20к),
- Мала река (4к).

Прочоловци:
- Аранђеловци (11к),
- Ђикинци (1lк),
- Ружинци (12к),
- Петровци (13к ),
- Стамболисци (3к),
- Иванови (7к) и
- Павловци (7к).

## Демографија
У насељу Јовановце живи 42 пунолетна становника, а просечна старост становништва износи 60,8 година (54,2 код мушкараца и 67,6 код жена). У насељу има 24 домаћинства, а просечан број чланова по домаћинству је 1,79.
Ово насеље је великим делом насељено Србима (према попису из 2002. године), а у последња три пописа, примећен је пад у броју становника.
|  |

| Демографија | Демографија | Демографија |
| Година      | Становника  | Становника  |
| ----------- | ----------- | ----------- |
| 1948.       | 156         |             |
| 1953.       | 142         |             |
| 1961.       | 125         |             |
| 1971.       | 97          |             |
| 1981.       | 67          |             |
| 1991.       | 52          | 52          |
| 2002.       | 43          | 43          |
| 2011.       | 27          |             |
| 2022.       | 22          |             |

| Етнички састав према попису из 2002.‍ | Етнички састав према попису из 2002.‍ | Етнички састав према попису из 2002.‍ | Етнички састав према попису из 2002.‍ | Етнички састав према попису из 2002.‍ |
| ------------------------------------ | ------------------------------------ | ------------------------------------ | ------------------------------------ | ------------------------------------ |
|                                      |                                      |                                      |                                      |                                      |
| Срби                                 | Срби                                 |                                      | 41                                   | 95,34%                               |
| Хрвати                               | Хрвати                               |                                      | 1                                    | 2,32%                                |
| непознато                            | непознато                            |                                      | 1                                    | 2,32%                                |

| Година пописа     | 1948. | 1953. | 1961. | 1971. | 1981. | 1991. | 2002. |
| ----------------- | ----- | ----- | ----- | ----- | ----- | ----- | ----- |
| Број домаћинстава | 41    | 39    | 49    | 38    | 32    | 26    | 24    |

| Број чланова      | 1  | 2  | 3 | 4 | 5 | 6 | 7 | 8 | 9 | 10 и више | Просек |
| ----------------- | -- | -- | - | - | - | - | - | - | - | --------- | ------ |
| Број домаћинстава | 10 | 10 | 3 | 1 | 0 | 0 | 0 | 0 | 0 | 0         | 1,79   |

| Пол    | Укупно | Неожењен/Неудата | Ожењен/Удата | Удовац/Удовица | Разведен/Разведена | Непознато |
| ------ | ------ | ---------------- | ------------ | -------------- | ------------------ | --------- |
| Мушки  | 22     | 7                | 12           | 1              | 2                  | 0         |
| Женски | 21     | 2                | 9            | 9              | 1                  | 0         |
| УКУПНО | 43     | 9                | 21           | 10             | 3                  | 0         |

| Пол    | Укупно                    | Пољопривреда, лов и шумарство | Рибарство                            | Вађење руде и камена | Прерађивачка индустрија       |
| ------ | ------------------------- | ----------------------------- | ------------------------------------ | -------------------- | ----------------------------- |
| Мушки  | 6                         | 0                             | 0                                    | 0                    | 0                             |
| Женски | 2                         | 1                             | 0                                    | 0                    | 0                             |
| УКУПНО | 8                         | 1                             | 0                                    | 0                    | 0                             |
| Пол    | Производња и снабдевање   | Грађевинарство                | Трговина                             | Хотели и ресторани   | Саобраћај, складиштење и везе |
| Мушки  | 1                         | 3                             | 0                                    | 0                    | 0                             |
| Женски | 0                         | 0                             | 0                                    | 0                    | 0                             |
| УКУПНО | 1                         | 3                             | 0                                    | 0                    | 0                             |
| Пол    | Финансијско посредовање   | Некретнине                    | Државна управа и одбрана             | Образовање           | Здравствени и социјални рад   |
| Мушки  | 0                         | 1                             | 0                                    | 1                    | 0                             |
| Женски | 0                         | 0                             | 0                                    | 0                    | 0                             |
| УКУПНО | 0                         | 1                             | 0                                    | 1                    | 0                             |
| Пол    | Остале услужне активности | Приватна домаћинства          | Екстериторијалне организације и тела | Непознато            | Непознато                     |
| Мушки  | 0                         | 0                             | 0                                    | 0                    | 0                             |
| Женски | 1                         | 0                             | 0                                    | 0                    | 0                             |
| УКУПНО | 1                         | 0                             | 0                                    | 0                    | 0                             |

## Порекло становништва
Јовановчани воде порекло из Страгара (крагујевачки срез). По записима Ристе Николића и казивању мештана, из Страгара су се доселила четири брата: Вељко, Дамњан, Јован и Радован. Од Вељка су Bељковци, од Јована Јовановци и Лазарићевци, а од Радованових Павлова фамилија у Плочоловцима. Аранђеловчани су из Клисуре. Петровчани су такође из Cтparapa. Стамболишчани су Срби који cy трговали по Стамболу. Ђикинчани су из Клисуре. Степановчани и Малоречани пореклом су са Копаоника.